# Žacléř
Žacléř (deutsch Schatzlar, davor Bornflos und Bernstadt) ist eine Landstadt im Okres Trutnov in Tschechien.

## Geographische Lage
Die Stadt liegt in Nordböhmen im Rehorngebirge, einem südlichen Ausläufer des Riesengebirges, elf Kilometer nördlich von Trutnov (Trautenau).
Nachbarorte sind Bobr im Norden, Lampertice im Osten, Křenov (Krinsdorf) und Zlatá Olešnice im Südosten, Svoboda nad Úpou im Südwesten und Horní Maršov im Westen. Nördlich verläuft die Grenze zu Polen.

## Geschichte

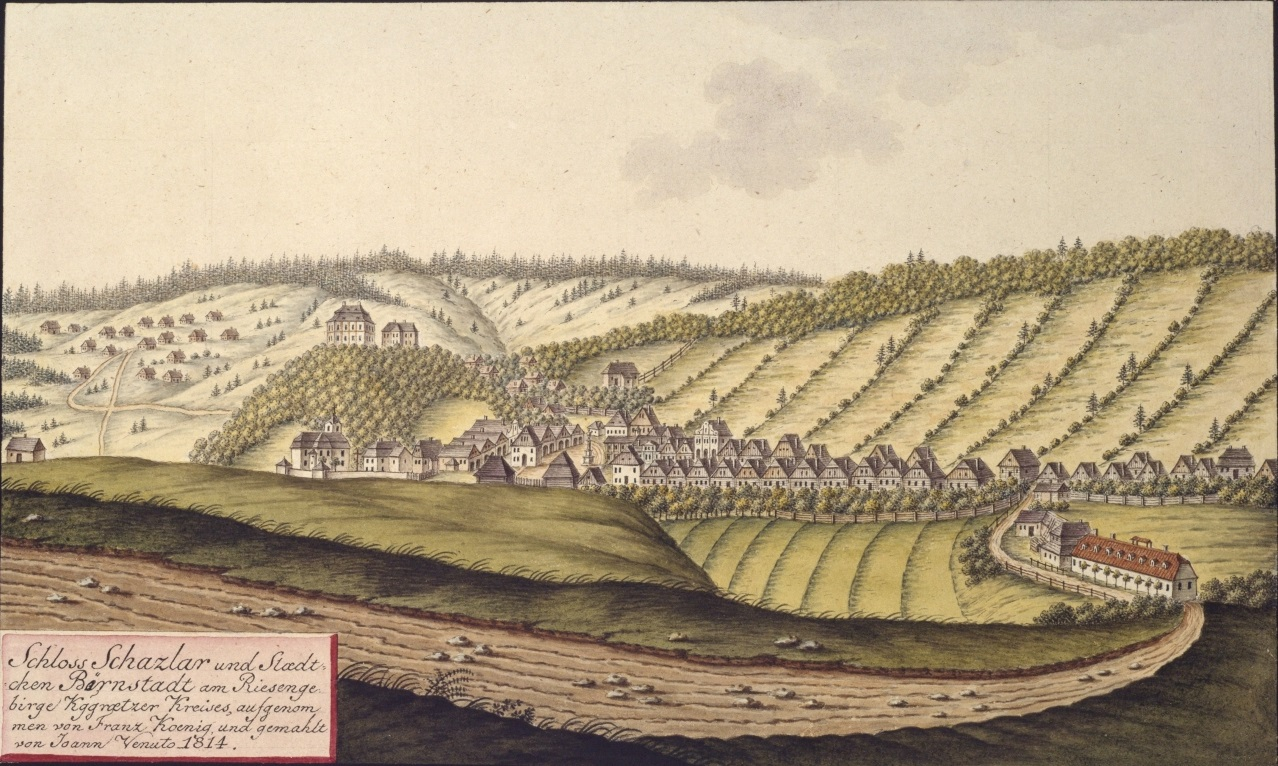
Schloss Schatzlar und Börnstadt, gemalt von Johann Venuto, 1814

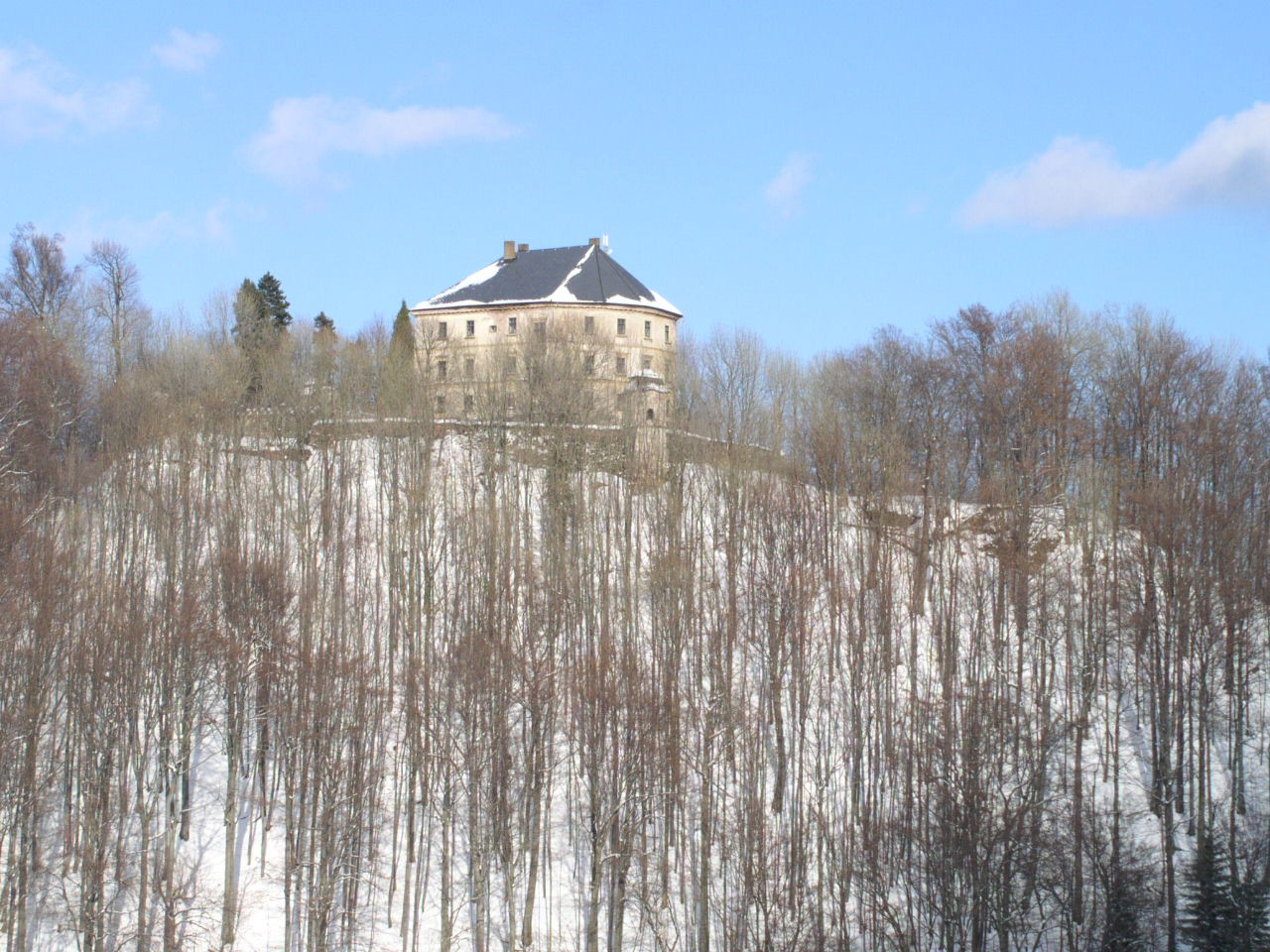
Schloss Schatzlar (Aufnahme 2004)

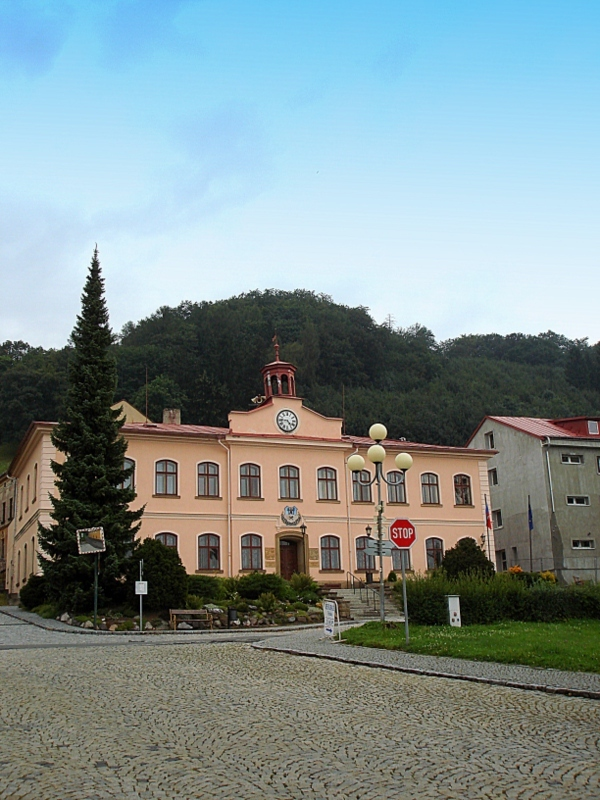
Rathaus

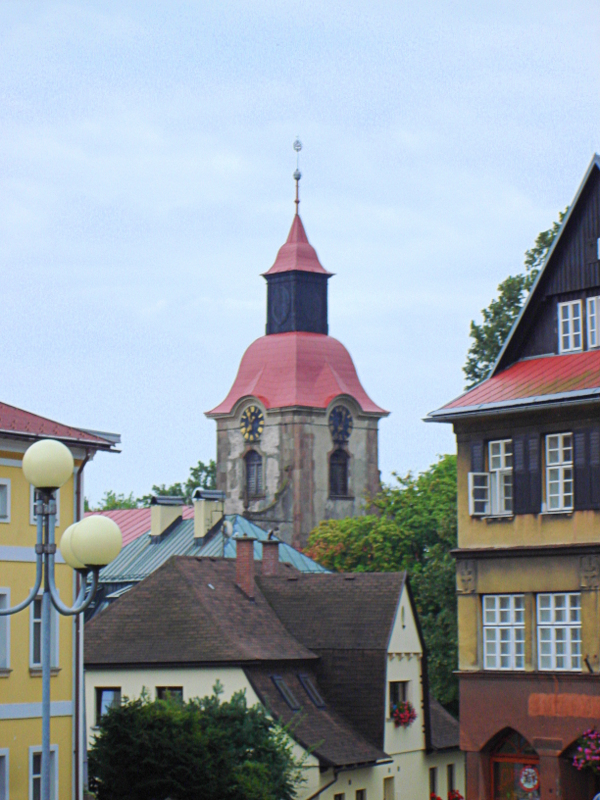
Häuser im Stadtzentrum mit der Dreifaltigkeitskirche (1732) im Hintergrund

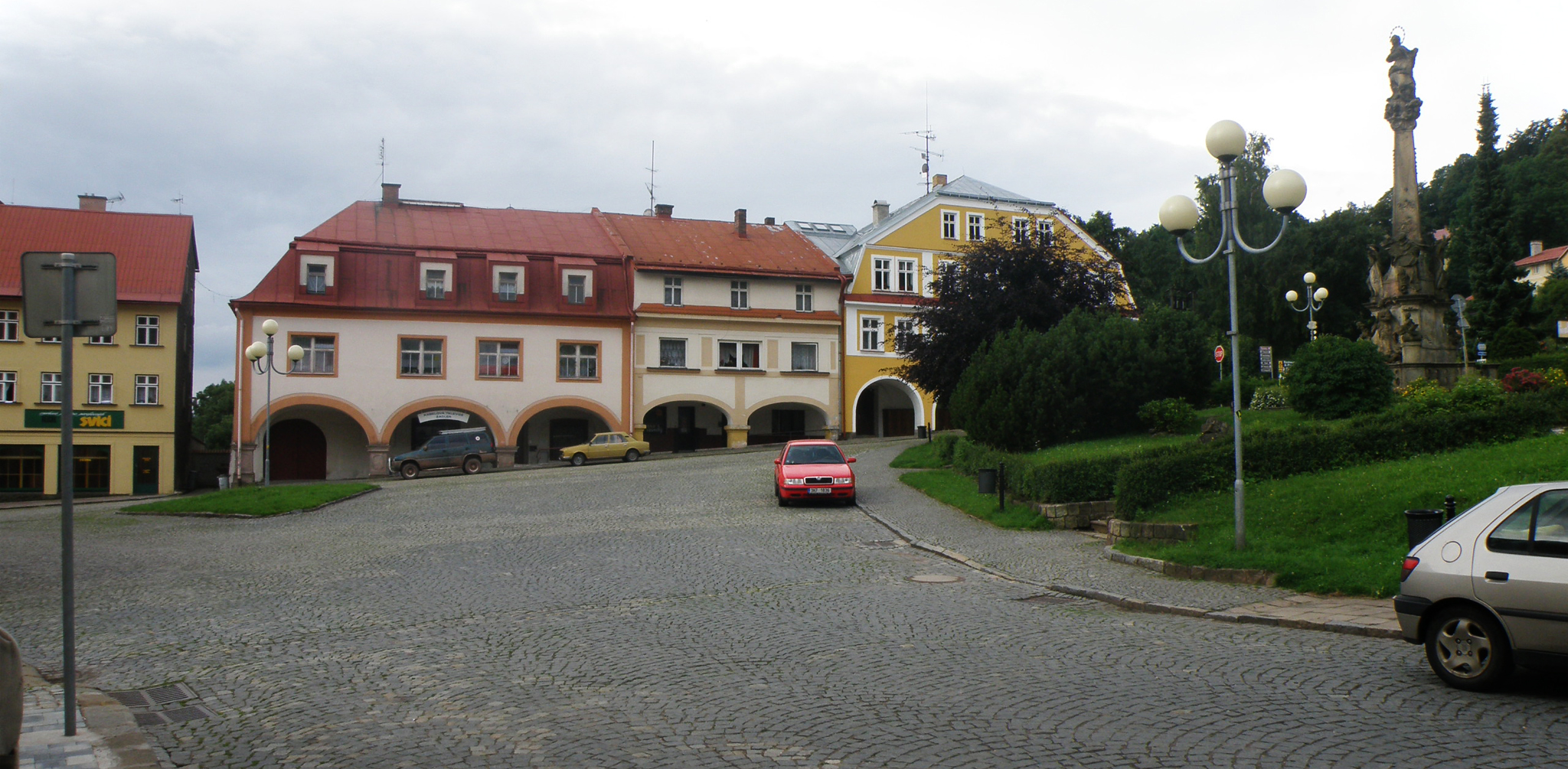
Markt mit Laubengängen und Mariensäule

Schatzlar entstand vermutlich im 13. Jahrhundert und wurde zunächst als Bornflos bezeichnet. Nachdem es zum Städtchen erhoben worden war, erfolgte die Umbenennung in Bernstadt. Bereits im 12. Jahrhundert wurde oberhalb die Burg Scheczler (später Burg Schatzlar, siehe Schloss Žacléř) errichtet, die vermutlich den Trautenauer Steig schützen sollte, über den ein Handelsweg von Prag über Königgrätz nach Schlesien führte. Die Burg Schatzlar wurde erstmals 1334 urkundlich erwähnt, als sie vom böhmischen König Johann von Luxemburg und seinem Sohn und späteren Nachfolger Karl IV. dem Berthold von Leipa verpfändet wurde. Nachfolgend ging der Name der Burg auf das Städtchen über. Ab 1346 war die Burg ein Lehen des Glatzer Burggrafen Albrecht von Krenowitz, der sie 1353 an die Ritter Konrad und Ulrich von Wolffersdorf abtreten musste. 1365 übertrug Kaiser Karl IV. Schatzlar zusammen mit dem Trautenauer Lehen und der Stadt Königinhof dem Herzog Bolko II. und seiner Ehefrau Agnes. Nach Bolkos Tod 1368 fiel Schatzlar zusammen mit dem Herzogtum Schweidnitz als erledigtes Lehen an die Krone Böhmen zurück, wobei Bolkos Witwe Agnes bis zu ihrem Tod 1392 die Herrschaftsrechte ausübte. Als Burggraf fungierte 1368 Hans von Seidlitz, dem ein Jahr später der Jägermeister der Herzogin, Hinko von Seidlitz, folgte.
Während der Hussitenkriege diente die Burg Schatzlar den Schlesiern als Stützpunkt zur Bekämpfung der Hussiten. Nach 1436 wurde die Burg häufig verpfändet, u. a. 1440 an Hans von Warnsdorf, der von Schatzlar aus wiederholt bewaffnete Raubzüge gegen die schlesischen Städte unternahm. Obwohl es den Schlesiern gelang, einige Burgen zu erwerben und sie danach zu zerstören, blieb die Burg Schatzlar verschont. Mit der Auflage, die Burg jederzeit betreten zu können, übergaben die Schlesier die Burg Schatzlar 1447 den Brüdern Hans, Kunz und Ulrich Liebenthaler, denen Georg und Christoph Zedwitz folgten. Sie verkauften die Herrschaft Schatzlar an Georg von Podiebrad, der sie 1454 wiederum als erbliches Lehen an Hans von Warnsdorf übertrug. Er übergab 1471 Schatzlar und 1472 Trautenau seinem Schwiegersohn, Friedrich von Schönburg (Schumburg), der Landeshauptmann des Königgrätzer Kreises war. Dessen Besitzungen erbten gemeinschaftlich seine fünf Söhne. 1511 war Schatzlar im Besitz der Brüder Hermann und Karl. 1521 verdrängte Herrmann seinen Bruder Karl aus dem Mitbesitz. Wegen Überschuldung musste er im selben Jahr die Burg Schatzlar an die Brüder Johann und Wilhelm Kruschina von Lichtenburg abtreten, behielt jedoch weiterhin das Wohnrecht auf der Burg. Nachdem er der Landesschädigung beschuldigt worden war, brannte 1523 eine Strafexpedition unter dem böhmischen Landeshauptmann Karl von Münsterberg die Burg Schatzlar nieder. Wegen Besitzstreitigkeiten zog der böhmische und römisch-deutsche König Ferdinand I. 1532 die Herrschaften Trautenau und Schatzlar ein. 1534 verschrieb er Burg und Herrschaft Schatzlar dem Grafen Johann von Hardegg als Abschlagzahlung auf die Grafschaft Glatz, die Hardegg zuvor an die Krone Böhmen abgetreten hatte. Hardegg übergab seinen Anspruch noch im selben Jahre dem Berghauptmann Christoph von Gendorf, dem seit 1533 auch die Herrschaft Hohenelbe gehörte.

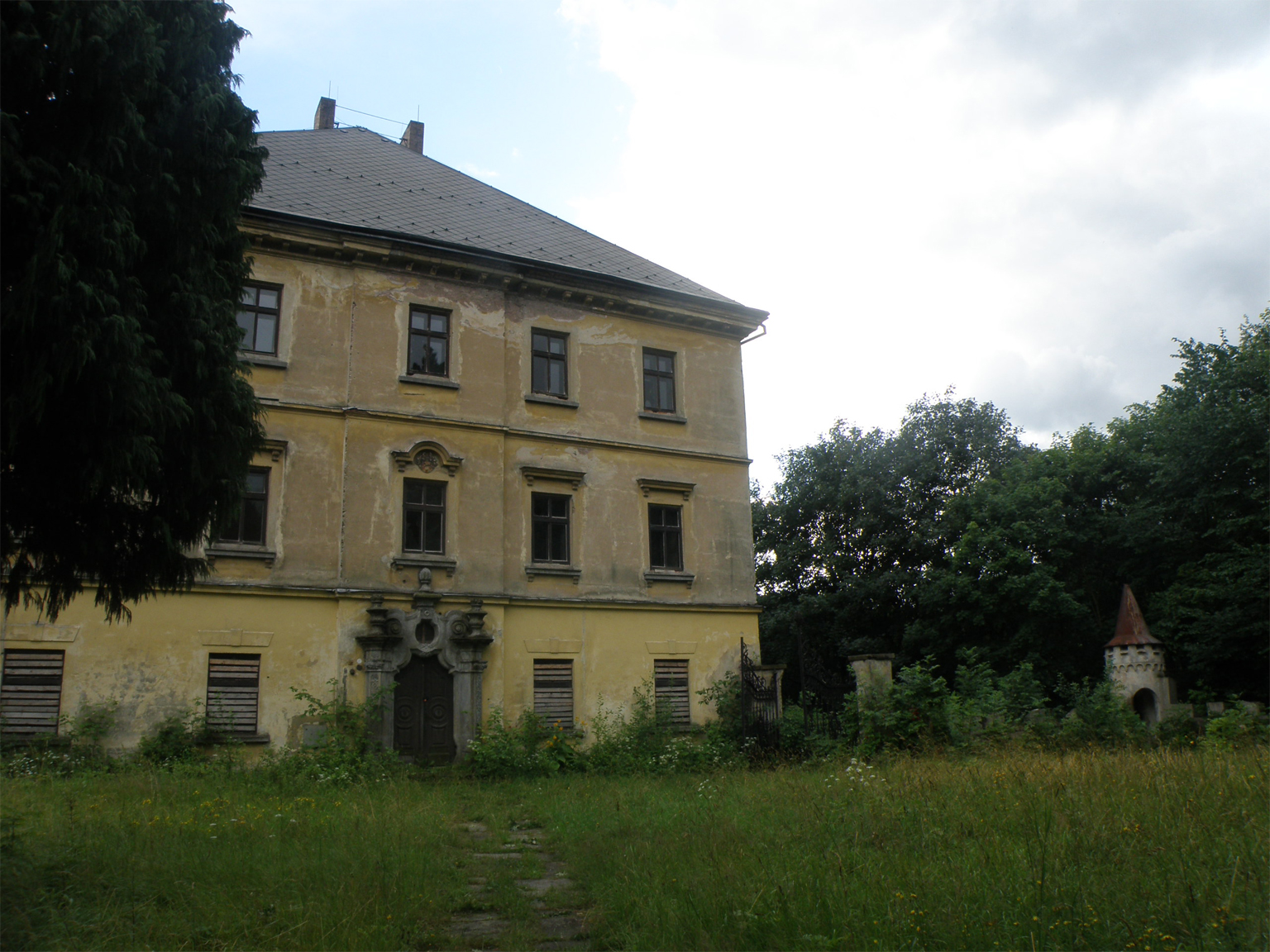
Schloss Schatzlar

Gendorf errichtete an der Stelle der zerstörten Burg ein Renaissance-Schloss. 1551 trat er die Herrschaft Schatzlar an seine Töchter ab, die die Besitzungen faktisch jedoch erst nach Gendorfs Tod 1563 erbten. Nach Streitigkeiten zwischen der Obrigkeit und den Untertanen löste Kaiser Rudolf II. 1590 die Herrschaft Schatzlar auf und verkaufte sie 1599 an Gendorfs Schwiegersohn Hermann von Zetritz. Nach der Schlacht am Weißen Berge wurden die Besitzungen der Familie Zetritz vom königlichen Fiskus konfisziert, und Schatzlar gelangte 1622 an die Familie Trčka von Lípa. Auf seinem Weg ins Exil ins polnische Lissa übernachtete im Februar 1628 Johann Amos Comenius im damals protestantischen Schatzlar. Es war die letzte Station auf heimischem Boden, bevor er seine böhmische Heimat an der böhmisch-schlesischen Grenze bei Schwarzwasser für immer verließ.

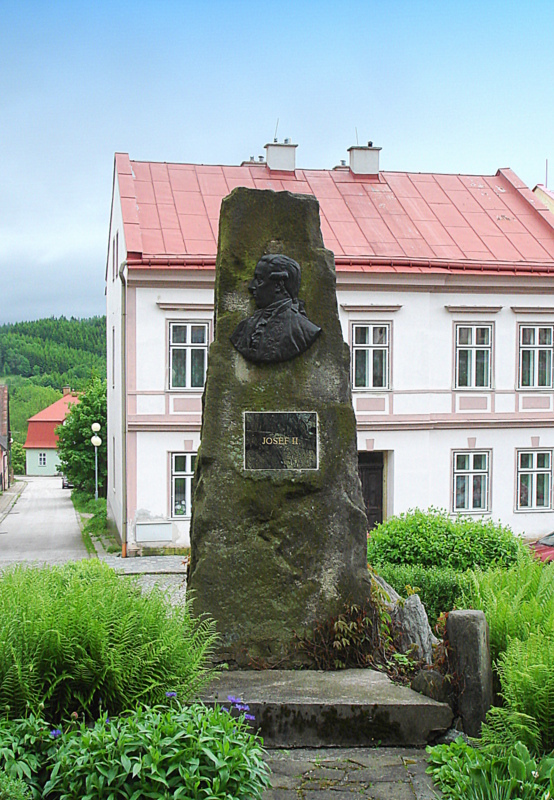
Denkmal für Kaiser Joseph II

Nach dem Tod des Jan Rudolf Trčka von Lípa 1635 wurde Schatzlar vom Kaiser Ferdinand II. konfisziert und 1636 den Wiener Jesuiten von St. Anna übertragen. Unter ihrer Herrschaft wurde die Bevölkerung rekatholisiert und 1677 ein neues Gotteshaus sowie 1732 ein erstes Schulgebäude errichtet. Die Dreifaltigkeitskirche, die zuerst von dem Freiherrn von Zetritz erbaut worden war, wurde 1732 durch die Jesuiten ganz neu aus Stein errichtet. Im Ersten Schlesischen Krieg und im Siebenjährigen Krieg musste die Bevölkerung militärische Kämpfe und Durchzüge sowie Einquartierungen erdulden. 1766 besuchte Kaiser Josef II. Schatzlar. Nach der Auflösung des Jesuitenordens gelangte Schatzlar 1773 an den Religionsfonds. 1776 wurde die Leibeigenschaft aufgehoben. Während des Bayerischen Erbfolgekriegs wurde das Schloss Schatzlar am 26. Juli 1778 ausgeplündert und verwüstet. 1779 schlugen Husaren des österreichischen Infanterieregiments ein Lager in Schatzlar auf, das am 12. September des Jahres Kaiser Joseph II. besuchte. 1782 vernichtete ein Feuer weite Teile der Stadt. 1838 verkaufte die königliche Veräußerungskommission Schloss und Herrschaft Schatzlar dem Karl Pulpan, Ritter von Feldstein. Nach der Aufhebung der Patrimonialherrschaften bildete Schatzlar ab 1850 einen eigenen Gerichtsbezirk (Gerichtsbezirk Schatzlar) und gehörte zum Bezirk Trautenau.
Von wirtschaftlicher Bedeutung war die Steinkohleförderung, deren Schächte ab 1795 von Kuttenberger Bergleuten erschlossen wurden und in denen im 19. Jahrhundert bis zu 1500 Bergleute beschäftigt wurden. 1842 wurde eine Flachsgarnspinnerei gegründet und in den Jahren 1858 bis 1861 eine neue Bezirksstraße von Trautenbach über Schatzlar nach Königshan gebaut. Im Deutschen Krieg 1866 marschierte das 1. Korps der II. preußischen Armee über Schatzlar nach Trautenau. 1878 erwarb das Gut Schatzlar der sächsische Fabrikant Karl August Hesse, der es seinem Sohn Adolf übergab. Zu dieser Zeit gehörten zur Herrschaft Schatzlar die Ortschaften Bernsdorf mit Berggraben, Brettgrund mit Wernsdorf, Bober, Königshan, Krinsdorf, Lampersdorf, Potschendorf mit Teichwasser und Schwarzwasser. 1879 errichtete Reinhold Pohl eine Porzellanfabrik. 1882 wurde die Bahnverbindung Königshan–Schatzlar in Betrieb genommen und ein Jahr später das Bahnhofsgebäude errichtet. 1892 wurde die Gewerbliche Fortbildungsschule und 1895 eine Knabenschule eröffnet. 1899 wurde Schatzlar kanalisiert und ein Jahr später die Wasserleitung gebaut. 1911–1913 folgte der Stromanschluss an das Elektrizitätswerk Ostböhmen. Für die tschechische Minderheit wurde um 1900 ein „narodní dům“ und Anfang der 1930er Jahre ein Schulhaus errichtet.
Nach dem Ersten Weltkrieg wurde Schatzlar, das überwiegend deutsch besiedelt war, 1919 der neu geschaffenen Tschechoslowakei zugeschlagen. Infolge des Münchner Abkommens 1938 wurde Schatzlar dem Deutschen Reich angegliedert und gehörte bis 1945 zum Landkreis Trautenau, Regierungsbezirk Aussig im Reichsgau Sudetenland. In Schatzlar wurde im Januar 1942 ein Zwangsarbeitslager mit Juden eingerichtet. Im März 1944 kamen hierhin 120 jüdische Frauen eines Kommandos des KZ-Außenlagers Parschnitz des KZ Groß-Rosen.
Nach dem Zweiten Weltkrieg übernahm der tschechische „Nationalausschuss“ die Leitung der Stadt. In den Jahren 1945 und 1946 erfolgte die Vertreibung eines Großteils der deutschen Bewohner.
Im Jahre 1900 lebten 3052 Einwohner in Schatzlar, davon 117 Tschechen, 1930 waren es 3.611, davon 724 Tschechen.

## Demographie
Bis 1945 war Schatzlar überwiegend von Deutschböhmen besiedelt, die vertrieben wurden.
| Jahr | Einwohner | Anmerkungen                                                                       |
| ---- | --------- | --------------------------------------------------------------------------------- |
| 1830 | 1036      | in 164 Häusern                                                                    |
| 1833 | 1073      | in 164 Häusern, bis auf vier Personen einer jüdischen Familie sämtlich Katholiken |
| 1844 | 1135      | in 175 Häusern                                                                    |
| 1850 | ca. 1100  | [ 10 ]                                                                            |
| 1861 | ca. 1100  | [ 11 ]                                                                            |
| 1900 | 3052      | davon 117 Tschechen                                                               |
| 1930 | 3611      | davon 724 Tschechen; nach anderen Angaben 3559 Einwohner, davon 2695 Deutsche     |
| 1939 | 3217      | [ 13 ]                                                                            |

| Jahr      | 1970  | 1980  | 1991  | 2001  | 2003  |
| Einwohner | 4 608 | 4 298 | 3 700 | 3 633 | 3 613 |

## Sehenswürdigkeiten
- Schloss Schatzlar
- Die Pfarrkirche der „Allerheiligsten Dreifaltigkeit“ wurde an der Stelle eines hölzernen Vorgängerbaus 1677 durch die Jesuiten im Stil des Barock errichtet und 1732 sowie 1794–1795 umgebaut. Das reich geschmückte Hauptportal sowie der Hochaltar werden dem Bildhauer Georg Pacák zugeschrieben. Hochaltar und Seitenaltäre sowie die Kanzel wurden 1888 auf Kosten des damaligen Pfarrers Anton Kopp neu staffiert und vergoldet.
- Holzhäuser mit Laubengängen
- Das Rathaus wurde um das Jahr 1800 errichtet
- Die Mariensäule auf dem Marktplatz schuf 1725 der Bildhauer Georg Pacák
- Denkmal für Johann Amos Comenius mit der Inschrift: „Zde se loučil s vlasti r. 1628. J. A. Komenský“ (Hier verabschiedete sich im Jahre 1628 J. A. Comenius von seinem Vaterland)
- Bergbaumuseum Žacléř (Hornický Skanzen):[16] bis 1992 wurde dort unter Tage Steinkohlenbergbau mit vier Schächten betrieben. 2012 wurde auch der Tagebaubetrieb eingestellt. Das Museum befindet sich am nordöstlichen Ortsende in Richtung Lampertice. Nach Anmeldung beim Pförtner erfolgt nach Einkleidung in Kittel und Helm eine 90 Minuten dauernde Führung durch die Übertageanlagen der verplombten Schächte: Weiß- und Schwarzkaue, Hängebank, Wagenumlauf, Fördermaschinenhäuser. Auch ein Aufstieg auf das Seilscheibengerüst (52 Meter Höhe) des Schachtes „Jan Šverma“ ist möglich.

## Ortsgliederung
Die Stadt Žacléř besteht aus den Ortsteilen
- Bobr (Bober)
- Prkenný Důl (Brettgrund) und
- Žacléř (Schatzlar) sowie den Ortslagen
- Rýchory (Rehorn)
- Nové Domky (Neuhäuser)
- Vizov (Quintenthal) und
- Černá Voda (Schwarzwasser).

Zur Stadt gehört auch die Wüstung Vernířovice (Wernsdorf).

## Städtepartnerschaften
- Goldkronach, Deutschland
- Lubawka, Polen

## Persönlichkeiten, Söhne und Töchter (chronologisch)
- Franz Illner (1855–1924), Kaiserlicher Rat, Stadtarzt u. Ehrenbürger der Stadt Weipert

- Franz Grundmann (1863–1921), deutschböhmischer Aktivist der sozialdemokratischen Arbeiterbewegung in der Österreichisch-Ungarischen Monarchie und Arbeiter-Schriftsteller und -Dichter. In Brettgrund geboren.

- Karl Illner (1877–1935), österreichischer Flugpionier
- Vinzenz Baier (1881–1955), deutscher Architekt und Professor für Baukunst, sowie Rektor an der Deutschen Technischen Hochschule in Brünn
- Ignaz Etrich (1921–1989), deutscher Politiker (SED)
- Roland Kammel (* 1925), deutscher Ingenieur für Galvanotechnik und ordentlicher Professor für Metallhüttenkunde
- Erich Ansorge (1937–1998), Staatssekretär